# Jonathan Banks

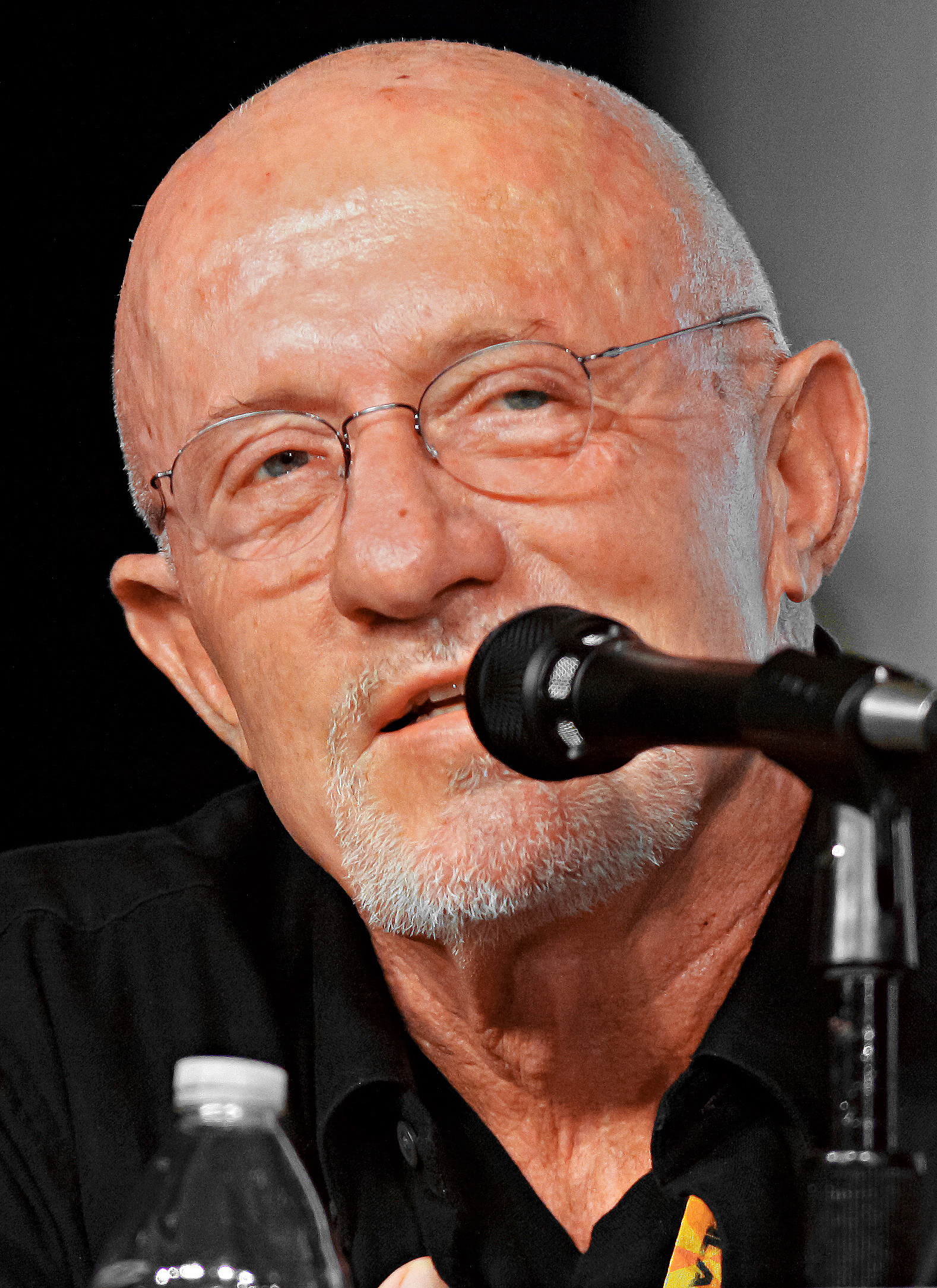
Jonathan Banks (2012)

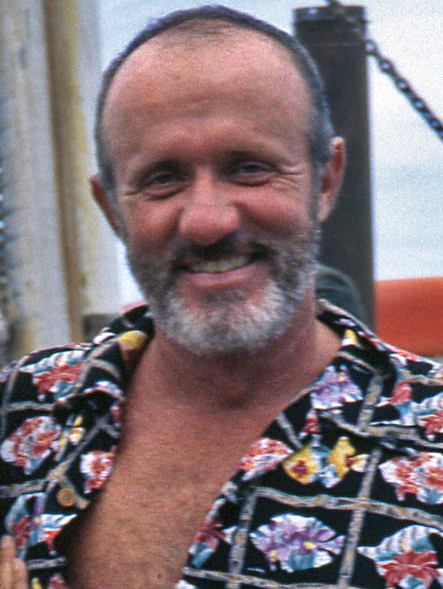
Jonathan Banks (1995)

Jonathan Banks (* 31. Januar 1947 in Washington, D.C.) ist ein US-amerikanischer Schauspieler. Bekannt wurde er durch seine Rolle als FBI-Agent Frank McPike in der Fernsehserie Kampf gegen die Mafia sowie durch seine Darstellung des Auftragskillers Mike Ehrmantraut in den Serien Breaking Bad und Better Call Saul.

## Karriere
Banks spielte im Film Beverly Hills Cop – Ich lös’ den Fall auf jeden Fall (1984) neben Eddie Murphy, im Film Freejack – Geisel der Zukunft (1992) neben Emilio Estevez, Rene Russo und Anthony Hopkins, im Film Dark Blue (2002) neben Kurt Russell. In einer kleinen Nebenrolle war er u. a. im Film Gremlins – Kleine Monster zu sehen.
Banks trat in einigen Fernsehserien wie Matlock, Highlander, Star Trek: Deep Space Nine, Dexter, Breaking Bad sowie dessen Spin-off Better Call Saul auf. Für die Rolle des Frank McPike in der Fernsehserie Kampf gegen die Mafia (1987 bis 1990) war er für einen Emmy nominiert, ebenso für seine Rolle als Mike Ehrmantraut in Breaking Bad 2013 und Better Call Saul 2015, 2016, 2017 und 2019.
Banks heiratete dreimal, zuletzt im Jahr 1990, und hat eine Tochter.

## Filmografie (Auswahl)
- 1978: Coming Home – Sie kehren heim (Coming Home)
- 1978: Der Schmalspurschnüffler (Cheap Detective)
- 1978: Dreckige Hunde (Who’ll Stop the Rain)
- 1979: The Rose
- 1979: Die Waltons (The Waltons, Fernsehserie, Folge 8x12)
- 1980: Die unglaubliche Reise in einem verrückten Flugzeug (Airplane!)
- 1980: Zwei wahnsinnig starke Typen (Stir Crazy)
- 1980: Unsere kleine Farm (Fernsehserie, Folge 6x16)
- 1981: The Gangster Chronicles (Fernsehserie)
- 1981: Bis zum letzten Schuß (Gangster Wars)
- 1982: T. J. Hooker (Fernsehserie, 2 Folgen)
- 1982: Nur 48 Stunden (48 Hrs.)
- 1984: Cagney & Lacey (Fernsehserie, Folge 4x04)
- 1984: Gremlins – Kleine Monster (Gremlins)
- 1984: Beverly Hills Cop – Ich lös’ den Fall auf jeden Fall (Beverly Hills Cop)
- 1985: Hunter (Fernsehserie, Folge 2x09: Der Fenstersturz)
- 1986: Zwei unter Volldampf (Armed and Dangerous)
- 1987: Cold Steel
- 1987: Falcon Crest (Fernsehserie, 8 Folgen)
- 1987–1990: Kampf gegen die Mafia (Wiseguy, Fernsehserie, 74 Folgen)
- 1992: Freejack – Geisel der Zukunft (Freejack)
- 1993: Boiling Point – Die Bombe tickt (Boiling Point)
- 1993: Blind Side – Straße in den Tod (Blind Side)
- 1993: Star Trek: Deep Space Nine (Fernsehserie, Folge 1x13)
- 1993: Perry Mason und die Formel ewiger Schönheit (Perry Mason: The Case of the Skin-Deep Scandal)
- 1994: Walker, Texas Ranger (Fernsehserie, Folgen 2x22–2x23)
- 1994–1995: seaQuest DSV (Fernsehserie, 2 Folgen)
- 1995: Alarmstufe: Rot 2 (Under Siege 2: Dark Territory)
- 1995: Ein Mountie in Chicago (Due South, Fernsehserie, Folge 1x19)
- 1995: Last Man Standing
- 1996: Flipper
- 1996, 2000: Diagnose: Mord (Diagnosis Murder, Fernsehserie, 2 Folgen)
- 1998: Django – Ein Dollar für den Tod (Dollar for the Dead)
- 1999: Outlaw Kill (Outlaw Justice)
- 2001: Crocodile Dundee in Los Angeles
- 2001: Proximity – Außerhalb des Gesetzes (Proximity)
- 2002: Dark Blue
- 2003: Alias – Die Agentin (Alias, Fernsehserie, 2 Folgen)
- 2006: CSI: Den Tätern auf der Spur (CSI: Crime Scene Investigation, Fernsehserie, Folge 6x13)
- 2006: Ghost Whisperer – Stimmen aus dem Jenseits (Ghost Whisperer, Fernsehserie, Folge 1x13 Der Geist von gegenüber)
- 2006: Living High – Was für ein Trip (Puff Puff Pass)
- 2007: Die Liebe in mir (Reign Over Me)
- 2007: Dexter (Fernsehserie, 2 Folgen)
- 2007: Emergency Room – Die Notaufnahme (ER, Fernsehserie, Folge 14x13 Sühne)
- 2009: Cold Case (Fernsehserie, Folge 6x16 Schakale)
- 2009: Castle (Fernsehserie, Folge 1x04 Die Hölle kennt keine Wut)
- 2009–2012: Breaking Bad (Fernsehserie, 25 Folgen)
- 2011: Modern Family (Fernsehserie, Folge 2x19 Eine gewaltige Diva)
- 2011: Two and a Half Men (Fernsehserie, Folge 9x10 Ein Fischglas voller Glasaugen)
- 2011: CSI: Miami (Fernsehserie, Folge 10x10 Das Geheimnis der verschwundenen Familie)
- 2013: Voll abgezockt (Identity Thief)
- 2014: Community (Fernsehserie, 11 Folgen)
- 2014: Kill the Boss 2 (Horrible Bosses 2)
- 2014: Bullet
- 2015: The Expanse (Folge 1x01 50.000 Kilometer)
- 2015–2022: Better Call Saul (Fernsehserie, 61 Folgen)
- 2017: Mudbound
- 2017: Shut Eye (Fernsehserie, Folge 2x07)
- 2018: The Commuter
- 2018: Die Unglaublichen 2 (Incredibles 2, Stimme)
- 2018: Pfad des Kriegers (Redbad)
- 2019: El Camino: Ein „Breaking Bad“-Film (El Camino: A Breaking Bad Movie)
- 2020: The Comey Rule (Miniserie, 2 Folgen)
- 2020–2021: F Is for Family (Fernsehserie, 12 Folgen, Stimme von William Murphy)
- 2024: Constellation (Miniserie)